# Stadion im. Edmunda Szyca
Stadion im. Edmunda Szyca (wcześniej im. 22 lipca) – stadion kopcowy usytuowany w Poznaniu, w północnej części Łęgów Dębińskich na osiedlu samorządowym Wilda na osi ul. Maratońskiej.

## Historia

### Do 1989
Stadion wzniesiono w 1929 roku z okazji Powszechnej Wystawy Krajowej dla Warty Poznań. Już w chwili otwarcia stadion nie nadawał się do użytku, czynny był zaledwie kilka godzin. Jego konstrukcja żelbetowa podparta była drewnianym rusztowaniem. Podczas uroczystości otwarcia osiadanie konstrukcji wspierającej i wyboczenie niektórych elementów były tak groźne, że zmusiły organizatorów do przerwania uroczystości i wyprowadzenia z trybuny honorowej gości, m.in. prezydenta Ignacego Mościckiego.

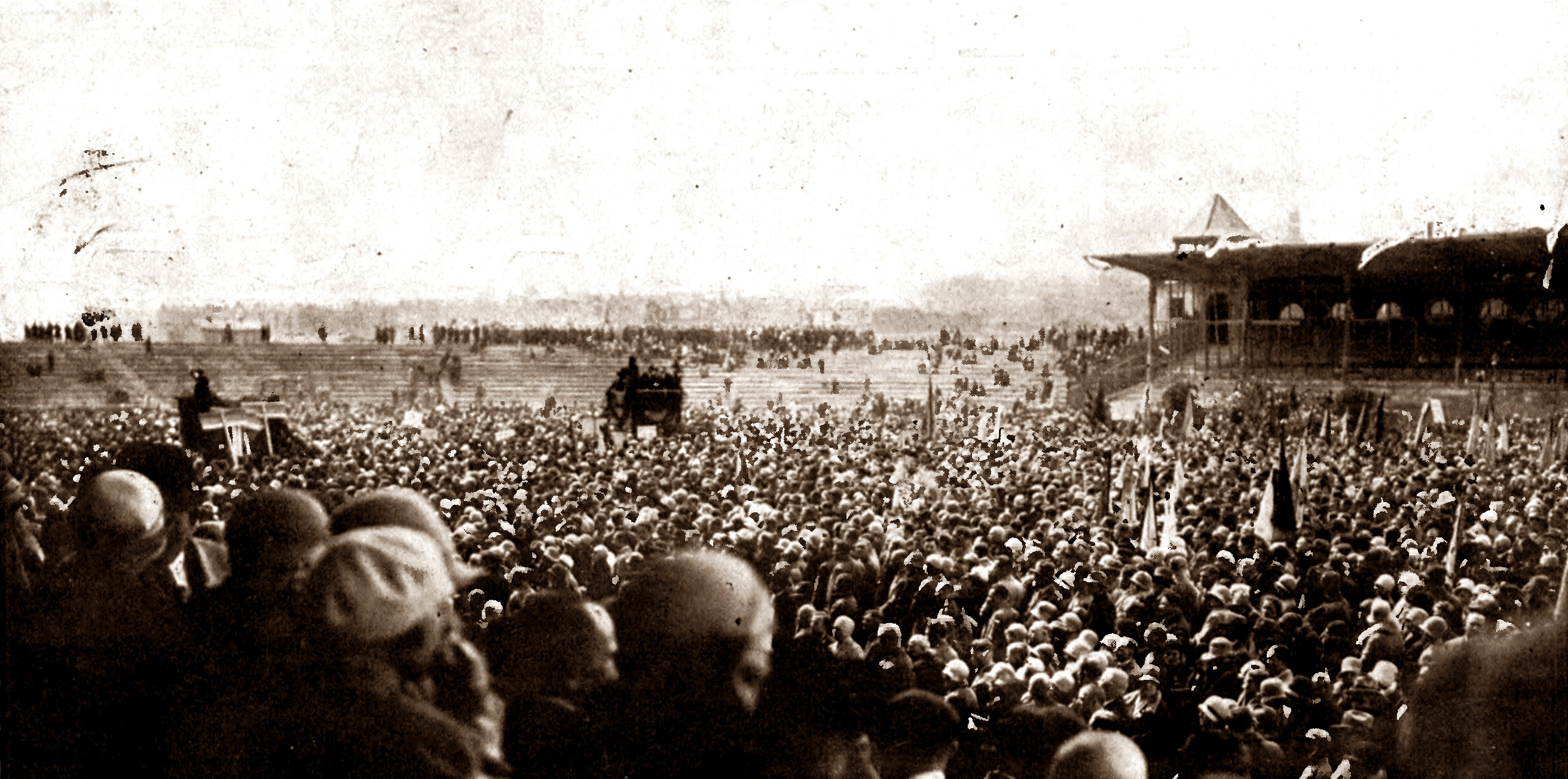
Otwarcie Zjazdu Śpiewaczego na stadionie w maju 1929
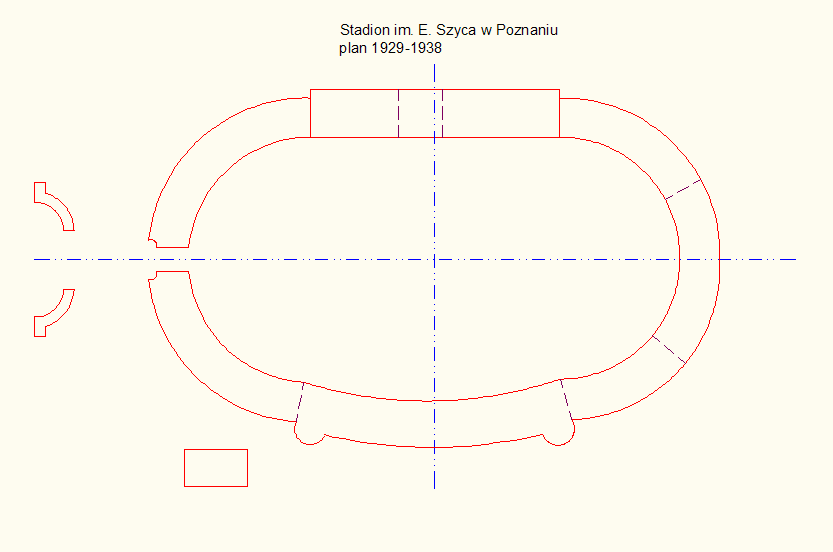
Plan stadionu w latach 1929-1938
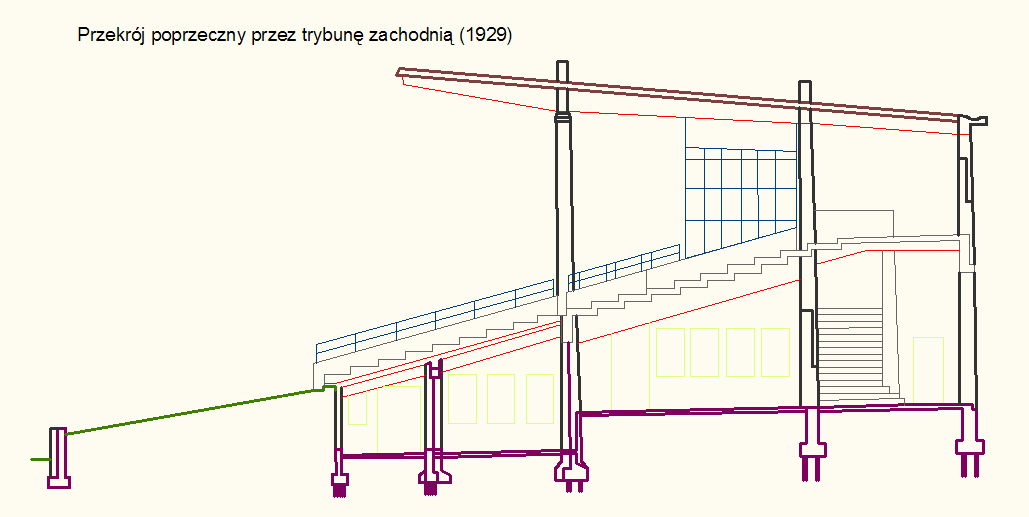
Przekrój przez trybunę zachodnią (1929)
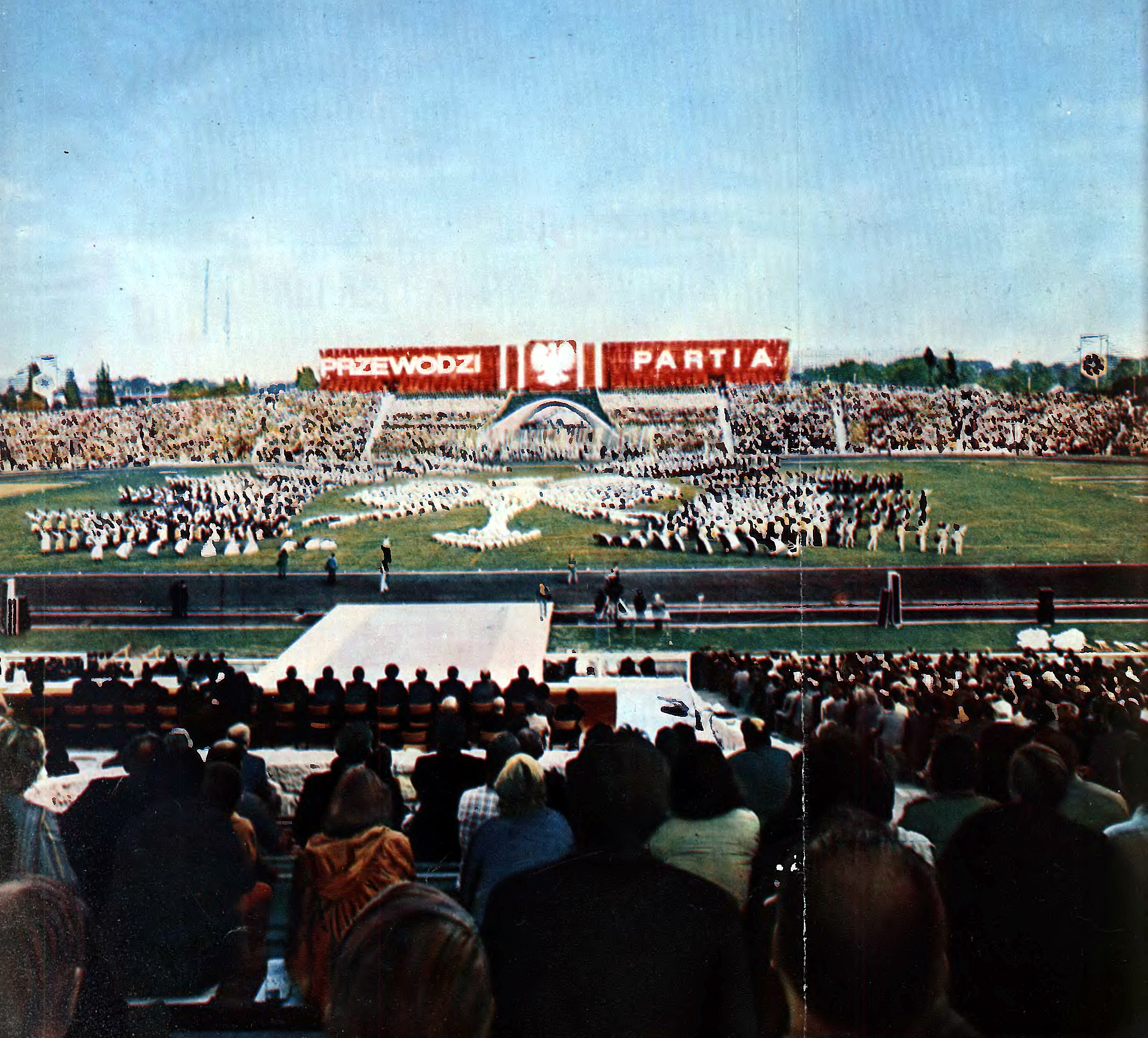
Stadion podczas Centralnych Dożynek w 1974

Aż do 1938 roku bezskutecznie próbowano uratować konstrukcję stadionu. Wady projektowe i wykonawcze przesądziły w 1937 roku o rozbiórce i ponownej budowie. Prace planowane na 3 lata rozpoczęto w 1938 roku.
W okresie okupacji stał się miejscem egzekucji Żydów, zmuszanych uprzednio do niewolniczej pracy. Po wojnie, w 1946 zrekonstruowano dokumentację techniczną i na jej podstawie opracowano plan budowy nowego stadionu.W latach 1950–1957 stadion przebudowano powiększając liczbę miejsc dla publiczności do 60000, oraz nadając mu nazwę Stadion im. 22 lipca. W 1972 roku podczas awansu do I ligi Lecha Poznań na meczu z Zawiszą Bydgoszcz 25 czerwca pojawiło się 60 tys. osób, pobito wówczas rekord Polski we frekwencji na meczu drugoligowym (możliwe, że to także rekord Europy). Zaś w 1974 roku, z okazji zorganizowanych tu centralnie dożynek (8 września 1974) stadion zmodernizowano, a rok później, w 1975 roku planowano założyć sztuczne oświetlenie o natężeniu 1500 luksów, lecz tych zamierzeń nie zrealizowano.
Rekordy frekwencji padały tu w latach 70. XX wieku na meczach Lecha Poznań.
Na tym obiekcie dwukrotnie rozegrany został finał Pucharu Polski w 1965/66 Legia Warszawa – Górnik Zabrze 2:1 pd. oraz w sezonie 1972/73 Legia Warszawa – Polonia Bytom 0:0 pd. k. 4:2.
W dniach 23–25 sierpnia 1985 roku na stadionie Świadkowie Jehowy zorganizowali kongres międzynarodowy pod hasłem „Lud zachowujący prawość”, na którym obecni byli delegaci z 16 krajów. Najwyższa liczba obecnych wyniosła 19 305 osób, a 715 ochrzczono. Następne kongresy odbyły się tam w 1986 („Pokój Boży”), w 1987 („Zaufaj Jehowie”) i w 1988 roku („Sprawiedliwość Boża”). Kolejny kongres międzynarodowy, pod hasłem „Prawdziwa pobożność” odbył się w dniach 4–6 sierpnia 1989 roku, obecnych było 40 442 osób – ochrzczono 1525 osób. Część programu tłumaczono jednocześnie na 16 języków.

### Po 1989
Po 1989 roku nazwę stadionu przemianowano na Stadion im. Edmunda Szyca – jednego z założycieli klubu Warta Poznań. Jednocześnie przemiany ustrojowe sprawiły, że KS Warta utracił jednego z głównych sponsorów – HCP, który przez wiele lat utrzymywał obiekt. Problemy finansowe sprawiły, że stadion popadł w ruinę.
W 1995 prawo użytkowania wieczystego stadionu z przyległymi terenami otrzymała Warta Poznań. Później klub zbył to prawo, które następnie kilkukrotnie zmieniało właścicieli, podczas gdy teren ulegał stopniowej degradacji. Istniejące prawo użytkowania wieczystego sprawiło, iż miasto Poznań, mimo decyzji przyznającej mu w 2000 roku prawo własności stadionu i przyległych terenów, nie miało możliwości prowadzenia jakichkolwiek napraw na tym obszarze. W styczniu 2017 dla obszaru tego uchwalono miejscowy plan zagospodarowania przestrzennego, który uniemożliwił zabudowanie terenu zniszczonego stadionu. W lipcu 2018 podpisana została umowa, na mocy której za kwotę 10 milionów złotych stadion wraz z obszarem o powierzchni około 6,5 hektara ponownie przejmie miasto.

## Mecze reprezentacji Polski na Stadionie im. Edmunda Szyca

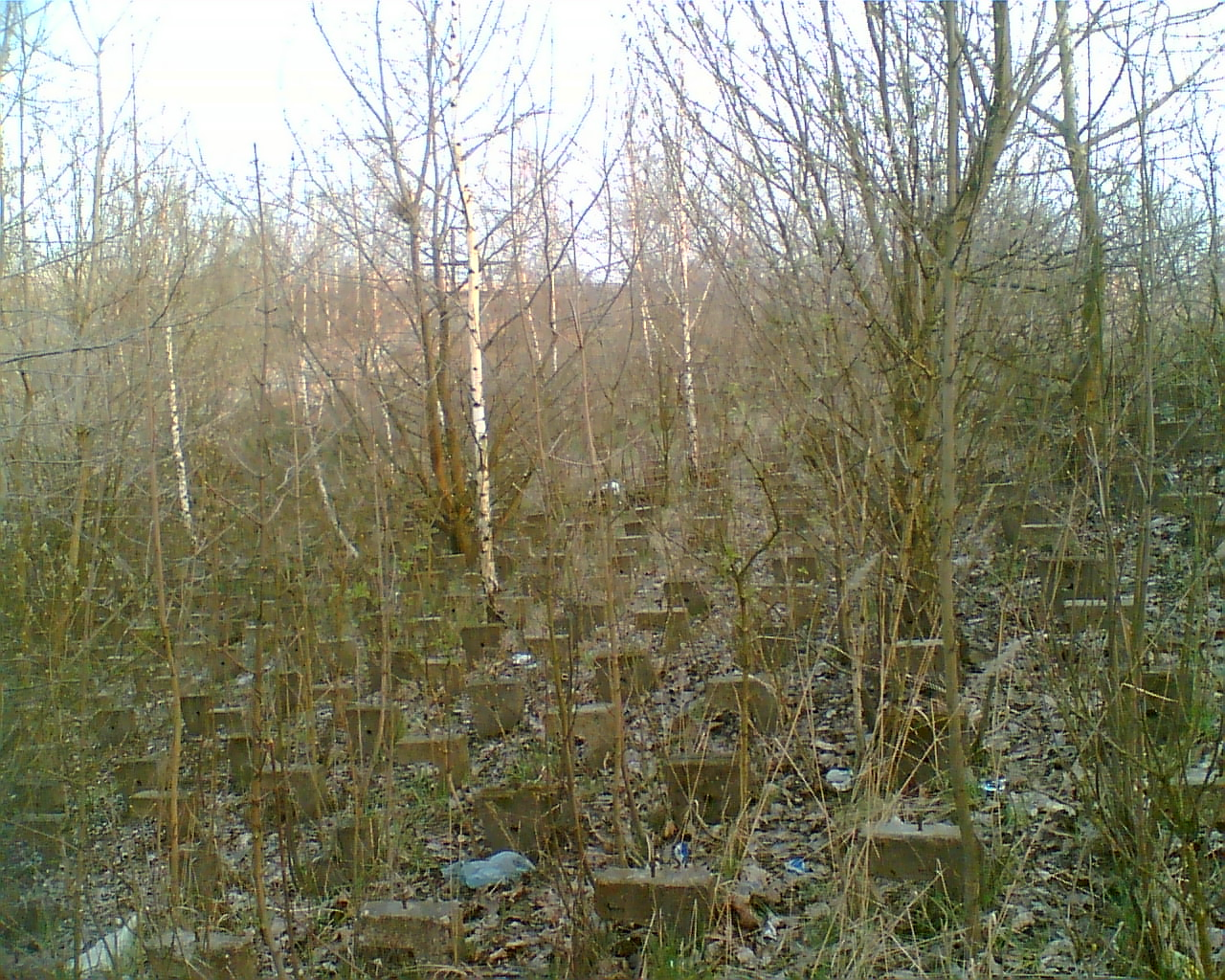
Trybuny stadionu w kwietniu 2008 roku

Reprezentacja Polski gościła na stadionie 10-krotnie w latach 1931-1980, odnosząc 6 zwycięstw, 2 remisy i 2 porażki. Bilans bramkowy: 24:10. Oto szczegółowy wykaz tych spotkań:
| Rodzaj spotkania | Data spotkania       | Przeciwnik        | Wynik meczu | Frekwencja | Strzelcy bramek dla Polski                                         |
| ---------------- | -------------------- | ----------------- | ----------- | ---------- | ------------------------------------------------------------------ |
| MT               | 25 października 1931 | Jugosławia        | 6:3 (5:2)   | 25000      | Mieczysław Balcer 3, Adam Knioła 2, Henryk Martyna                 |
| MT               | 2 września 1962      | Węgry             | 0:2 (0:2)   | 58000      | –                                                                  |
| MT               | 22 września 1963     | Turcja            | 0:0         | 52000      | –                                                                  |
| MT               | 6 maja 1970          | Irlandia          | 2:1 (2:0)   | 52000      | Marian Kozerski, Zygfryd Szołtysik                                 |
| MT               | 10 maja 1972         | Szwajcaria        | 0:0         | 25000      | –                                                                  |
| eME              | 9 października 1974  | Finlandia         | 3:0 (2:0)   | 30000      | Henryk Kasperczak, Robert Gadocha, Grzegorz Lato                   |
| MT               | 26 marca 1975        | Stany Zjednoczone | 7:0 (4:0)   | 10000      | Kazimierz Deyna 3, Grzegorz Lato 2, Andrzej Szarmach 2             |
| MT               | 26 maja 1976         | Irlandia          | 0:2 (0:2)   | 15000      | –                                                                  |
| MT               | 5 kwietnia 1978      | Grecja            | 5:2 (4:0)   | 30000      | Kazimierz Deyna 2, Grzegorz Lato, Władysław Żmuda, Zbigniew Boniek |
| MT               | 28 maja 1980         | Szkocja           | 1:0 (0:0)   | 25000      | Zbigniew Boniek                                                    |